# 松下計
松下 計（まつした けい、1961年 - ）は、日本のグラフィックデザイナー、アートディレクター、東京芸術大学教授。

## 経歴
横浜市生まれ。1985年、東京芸術大学美術学部デザイン科卒業。1987年、同大学院デザイン科ビジュアルデザイン専攻修士課程修了。1990年、松下計デザイン室を設立。東京芸術大学助教授、准教授を経て、2014年より教授。

## おもな作品
ドイツ・ハノーバー国際万国博覧会日本館マークおよびロゴデザイン、TBS「News23」ロゴ、ベネッセアートサイト直島の島内サイン・パンフレット・ウェブディレクション、2016年東京オリンピック誘致用コンセプトブックディレクション、ホルベイン工業および東京藝術大学による共同開発油絵の具「油一」ブランディング、21_21 DESIGNSIGHT企画展カタログディレクション、竹尾ペーパーショウ2009アートディレクションなど。

## おもな受賞
- 1997年 - JAGDA新人賞[1][3]
- 1997年 -東京ADC賞[1]

## その他
建築家・西森陸雄が主宰するデザイン・フォーラムforo08（フォロ・ゼロット）のメンバー（他に、インテリア・デザイナーの橋本夕紀夫、ファッション・デザイナーの皆川明、建築家の今村創平、キュレーター/プロデューサーの生駒尚美が参加している。）